# قربان

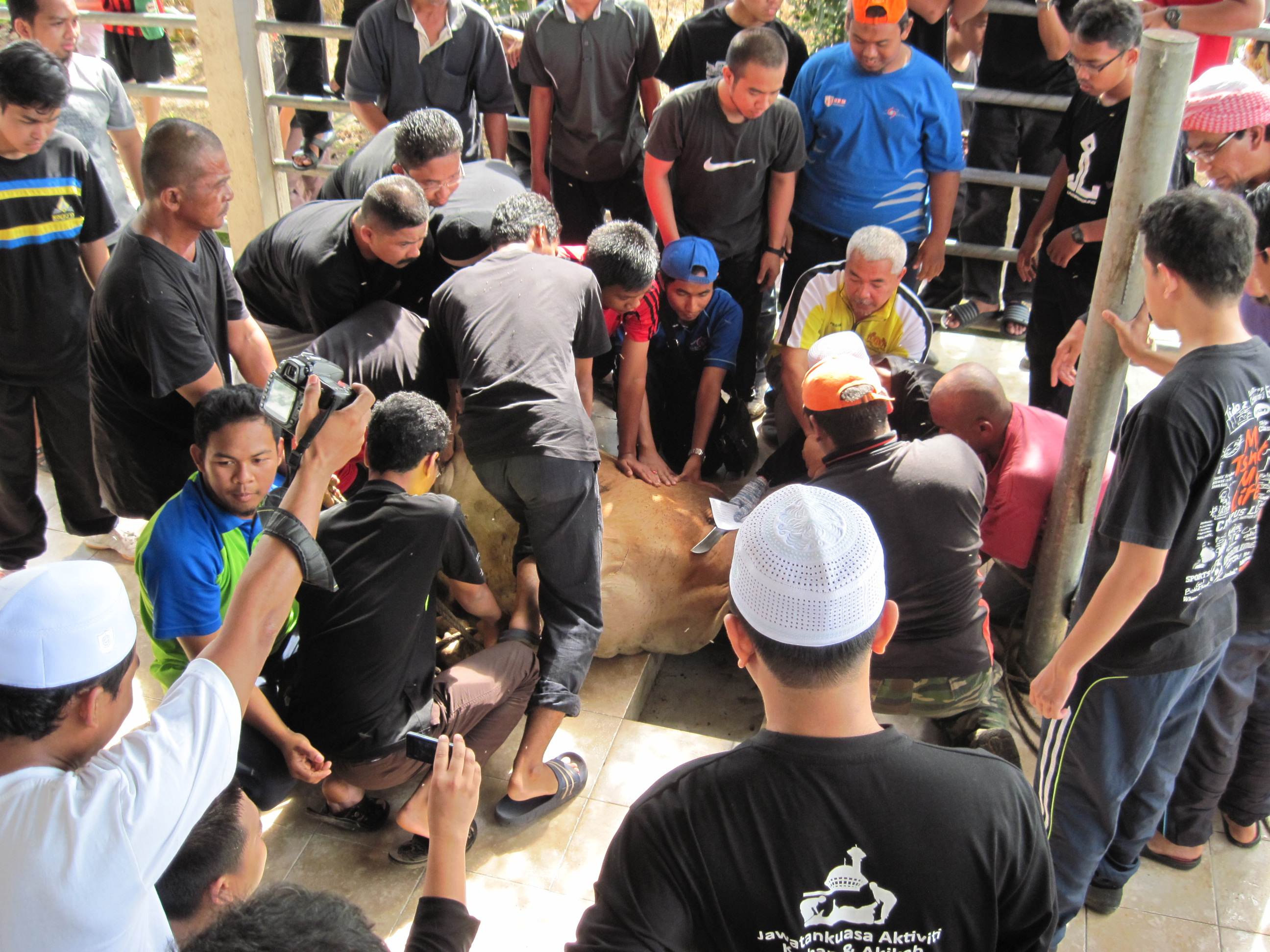
في لغات أجنبية عديدة، ومنها الملايو، تشير كلمة «قرباني» إلى الأضحية الإسلامية.

القربان هو شيء أو نبات أو حيوان وأحياناً إنسان يقدم عادة للقوى التي يعتقد البشر بأنها تتدخل في حياتهم، وذلك خوفاً أو حباً، ويحصل ذلك في أوقات محددة، قد تكون دورية أو لحدث معين، وعادةٍ ما يرتبط تقديم القرابين بطقوس أخرى يُجري شعائرها وفق ترتيبات معينة كاهن أو كاهنة، كما يمكن لأي شخص أن يقوم بذلك وفق لاختلاف العقائد والأحوال.